# Iglagöl (Lenhovda socken, Småland)
Iglagöl är en liten våtmark, tidigare sjö i Uppvidinge kommun i Småland och ingår i Ljungbyåns huvudavrinningsområde.